# Jackson Antunes
Joaquim Antunes (Janaúba, 28 de agosto de 1960), mais conhecido como Jackson Antunes, é um ator, cantor e compositor brasileiro. Conhecido por seus diversos trabalhos na música, teatro, cinema e, principalmente, na televisão, ele é ganhador de vários prêmios, incluindo um Prêmio APCA, um Prêmio Guarani, e um Troféu Imprensa, além de ter recebido indicação para um Prêmio Qualidade Brasil. No início de sua carreira, chegou a ficar conhecido como  "Charles Bronson Brasileiro", devido a sua semelhança com o ator norte-americano.
Jackson iniciou sua carreira artística na década de 1980 como cantor, mas foi como ator que ele ganhou maior reconhecimento. Na televisão, ele estreou em 1993 na novela Renascer, da TV Globo, ganhando muitos elogios da crítica e do público por sua interpretação. Por esse trabalho, ele se saiu vencedor dos dois maiores prêmios da televisão brasileira, o Prêmio APCA e o Troféu Imprensa. Desde então, ele passou a ser requisitado para vários papéis na televisão, sobretudo em tramas rurais e históricas, como Diogo Falcão em Irmãos Coragem (1995), Regino em O Rei do Gado (1996), Freddy em Anjo Mau (1997), Antenor em Terra Nostra (1999) e Zangão em Esperança (2002).
Na música, Jackson já gravou alguns álbuns com músicas sertanejas, sendo Jackson Antunes Canta Téo Azevedo o primeiro de sua discografia, lançado em 1997. Em 2008, ele foi aclamado pela crítica por sua atuação como o agressor Léo na novela A Favorita, da TV Globo, recebendo indicações de melhor ator coadjuvante no Prêmio Arte Qualidade Brasil, no Prêmio Contigo! de TV e no Melhores do Ano. Nos cinemas, também ganhou reconhecimento por sua versatilidade de interpretação. No drama A Festa da Menina Morta (2009), ele recebeu aclamação da crítica, vencendo o Prêmio Guarani de melhor ator coadjuvante. No romance Coração de Cowboy (2018), voltou a receber elogios e ganhou os prêmios de melhor ator coadjuvante no Los Angeles Brazilian Film Festival e no Festival de Cinema da Lapa.

## Biografia
Jackson nasceu no município de Janaúba, no interior do estado de Minas Gerais e seu verdadeiro nome de batismo é Joaquim. Ele começou a trabalhar ainda na infância no campo. Durante a juventude, teve diversos empregos, trabalhando como engraxate, servente de pedreiro, padeiro, cobrador de ônibus e pintor letrista. Seu avô era aboiador e, ironicamente, faleceu no mesmo dia de seu nascimento.
Ainda na infância, Jackson acompanhava de porta em porta as Folias de Reis típicas do Norte Mineiro. Teve um irmão gêmeo que morreu de tétano após o nascimento. Ao ouvir a música "Jack, o Matador", da dupla Léo Canhoto e Robertinho, mudou seu nome para Jackson. Com oito anos de idade, Jackson apaixonou-se pelo circo, local onde dirigia e atuava em dramas que eram de sua autoria. Na sua cidade natal, teve uma infância difícil mas se divertia muito com os amigos Belchior e o hoje músico Dekão. Os jovens se divertiam muito no sertão do norte de Minas, Jackson também escrevia poemas para o jornal O Gorutuba. Passou também pelo teatro amador e, mais tarde, pelo teatro profissional, já em Belo Horizonte.

## Carreira
Com mais de trinta peças encenadas, todas de autores brasileiros, Jackson Antunes também teve aulas de canto com o professor José Spinto, que também era primo de Gilda Abreu, esposa do cantor Vicente Celestino. Além de atuar, Jackson também é cantor, compositor, toca viola caipira, já gravou vários CDs e já fez vários shows no Brasil e no exterior. Jackson fez um teste para a TV em 1988, mas foi somente em 1991 que ele recebeu o convite do diretor Luiz Fernando Carvalho, para estrear na novela Renascer, na qual interpretou o jagunço Damião. Sucesso de público e de crítica, ganhou vários prêmios, dentre eles o Troféu Imprensa e o Prêmio APCA (da Associação Paulista dos Críticos de Arte). Em 2010, fez sua estreia como diretor com o filme A Tímida Luz de Velas das Últimas Esperanças. 

## Vida pessoal
Desde 1993, Jackson é casado com a atriz Cristiana Britto, com quem tem um filho, o cantor José Vitor, que o nome artístico ZéVitor Antunes. Ele também tem duas filhas de seu primeiro casamento, Camila e Vera.

## Filmografia

### Televisão
| Ano  | Título                             | Personagem                                  | Notas                                 |
| ---- | ---------------------------------- | ------------------------------------------- | ------------------------------------- |
| 1993 | Renascer                           | Damião Cunha                                |                                       |
| 1994 | Memorial de Maria Moura            | Valentim                                    |                                       |
| 1994 | Você Decide                        | Guto Valente                                | Episódio: "Carga Pesada"              |
| 1994 | Você Decide                        | Cassiano Bravo                              | Episódio: "No Último Round"           |
| 1995 | Irmãos Coragem                     | Delegado Diogo Falcão                       |                                       |
| 1995 | Caso Especial                      | Manuel                                      |                                       |
| 1996 | Caça Talentos                      | John Coisa Ruim Silver                      | Episódio: "A Maldição do Pirara"      |
| 1996 | O Rei do Gado                      | Regino Pereira                              |                                       |
| 1997 | Você Decide                        | Evaldo                                      | Episódio: "Enrascada"                 |
| 1997 | Anjo Mau                           | Frederico Jordão de Oliveira (Freddy)       |                                       |
| 1998 | Pecado Capital                     | Marciano                                    |                                       |
| 1998 | Labirinto                          | Teodoro                                     |                                       |
| 1999 | Terra Nostra                       | Antenor                                     |                                       |
| 2000 | Aquarela do Brasil                 | Major Walter Aragão                         |                                       |
| 2001 | A Padroeira                        | Atanásio Pedroso                            |                                       |
| 2002 | Esperança                          | Zangão                                      |                                       |
| 2003 | Linha Direta                       | Francisco Vieira (Chico)                    |                                       |
| 2003 | Celebridade                        | Fragoso                                     | Episódios: "16–17 de dezembro"        |
| 2004 | A Escrava Isaura                   | Miguel dos Anjos / Anselmo Vaz              |                                       |
| 2006 | Sinhá Moça                         | Delegado Antero                             |                                       |
| 2007 | Amazônia, de Galvez a Chico Mendes | Sebastião (Bastião)                         |                                       |
| 2008 | A Favorita                         | Leonardo Monteiro (Léo)                     |                                       |
| 2010 | Força-Tarefa                       | Lourenço                                    | Episódio: "Q22L46S38"                 |
| 2010 | A Cura                             | Carlindo                                    |                                       |
| 2012 | As Brasileiras                     | Reginaldo                                   | Episódio: "A Reacionária do Pantanal" |
| 2013 | Sangue Bom                         | Pascoal Gambini                             | Episódio: "9 de maio"                 |
| 2014 | O Caçador                          | Saulo Câmara                                |                                       |
| 2014 | Império                            | Manoel                                      |                                       |
| 2015 | Amorteamo                          | Coronel José Ambrósio Aragão (Aragão)       |                                       |
| 2015 | A Regra do Jogo                    | Tio                                         |                                       |
| 2016 | Liberdade, Liberdade               | Terenciano Manttini                         |                                       |
| 2016 | Malhação: Pro Dia Nascer Feliz     | Agenor Miranda                              |                                       |
| 2017 | Tempo de Amar                      | Geraldo Carvalho                            |                                       |
| 2018 | Sob Pressão                        | Giovânio Gonçalves (Tigre de Cascadura)     | Episódio: "11"                        |
| 2018 | Malhação: Vidas Brasileiras        | Lourenço Paiva                              |                                       |
| 2021 | Nos Tempos do Imperador            | Luís Alves de Lima e Silva, Duque de Caxias |                                       |
| 2022 | Todas as Flores                    | Arduíno Barreto (Galo)                      |                                       |
| 2022 | Pantanal                           | Túlio                                       | Episódios: "20–27 de maio"            |
| 2023 | Histórias Quase Verdadeiras        | Palhaço Romeu Soares                        | Episódio: "Vidente"                   |
| 2023 | Últimas Férias                     | Vicente de Carvalho                         |                                       |
| 2024 | Renascer                           | Deocleciano Barbosa                         |                                       |
| 2024 | Estranho Amor                      | Marcelo Drummond                            |                                       |

### Cinema
| Ano  | Título                                       | Personagem                  | Notas          |
| ---- | -------------------------------------------- | --------------------------- | -------------- |
| 1995 | A Farsa da Boa Preguiça                      | Manuel Carpinteiro          |                |
| 2005 | Eliana em O Segredo dos Golfinhos            | Pepe                        |                |
| 2005 | Vinho de Rosas                               |                             |                |
| 2005 | 2 Filhos de Francisco                        | Zé do Fole                  |                |
| 2005 | Confronto Final                              | Marcos Ferranti             |                |
| 2006 | O Vaqueiro Raimundo Jacó                     | Raimundo Jacó               |                |
| 2006 | Tapete Vermelho                              | Gabriel                     |                |
| 2009 | A Festa da Menina Morta                      | Pai                         |                |
| 2010 | A Tímida Luz de Velas das Últimas Esperanças |                             | como diretor   |
| 2010 | Curitiba Zero Grau                           | Ramos                       |                |
| 2011 | O Palhaço                                    | Juca Bigode                 |                |
| 2013 | Carreras                                     | Barreto                     |                |
| 2013 | O Concurso                                   | Pai de Rogério              |                |
| 2014 | Getúlio                                      | Café Filho                  |                |
| 2014 | Santiago                                     |                             | Curta-metragem |
| 2015 | Hérmogenes, Professor e Poeta do Yoga        | Ele mesmo                   | Documentário   |
| 2016 | Mais Forte que o Mundo                       | José Aldo da Silva Oliveira |                |
| 2016 | Travessias                                   |                             |                |
| 2017 | Theo, Além da Liberdade                      | Seu Juca                    |                |
| 2017 | Asfixia                                      |                             |                |
| 2018 | A Mata Negra                                 | Francisco Das Graças        |                |
| 2018 | Coração de Cowboy                            | Joaquim                     |                |
| 2018 | Beiço de Estrada                             | Meota                       |                |
| 2019 | Carcereiros: O Filme                         | Coronel Moreira             |                |
| 2021 | O Auto da Boa Mentira                        | Palhaço Romeu               |                |
| 2021 | Galeria Futuro                               | Charles Bronson             |                |
| 2022 | Sistema Bruto                                | Tio Cleto                   |                |
| 2023 | As Aventuras de Poliana - O Filme            | Salviano Maya               |                |
| 2024 | Franco no Trem do Medo                       | Delegado Alberto            |                |
| 2024 | A Versão de Anita                            | Souza Netto                 |                |
| 2024 | Saideira                                     | Paulão                      |                |

### Internet
| Ano  | Título                                             | Personagem   |
| ---- | -------------------------------------------------- | ------------ |
| 2013 | Não Era Eu (videoclipe de César Menotti e Fabiano) | Investigador |

## Discografia
- 1997 - Jackson Antunes Canta Téo Azevedo
- 1998 - Jeitão de Caipira - Jackson Antunes & Tião do Carro
- 1999 - Nosso Coração Caipira - Jackson Antunes & Chico Lobo
- 1999 - Jackson Antunes, o Cantador Matuto, Canta Luiz Gonzaga
- 2001 - Veredas do Grande Sertão
- 2002 - Pé de Serra
- 2003 - Quanta Saudade Dá
- 2004 - Canções para as Caboclas que Amei
- 2006 - Cantador de Amores

## Prêmios e indicações
| Ano  | Associações                                  | Categoria                  | Nomeações               | Resultado |
| ---- | -------------------------------------------- | -------------------------- | ----------------------- | --------- |
| 1994 | Troféu Imprensa                              | Melhor Revelação           | Renascer                | Venceu    |
| 1994 | Prêmio APCA de Televisão                     | Melhor Revelação Masculina | Renascer                | Venceu    |
| 1994 | Prêmio TV Press                              | Melhor Ator Revelação      | Renascer                | Venceu    |
| 2008 | Prêmio Arte Qualidade Brasil                 | Melhor Ator Coadjuvante    | A Favorita              | Indicado  |
| 2009 | Melhores do Ano                              | Melhor Ator Coadjuvante    | A Favorita              | Indicado  |
| 2009 | Prêmio Contigo! de TV                        | Melhor Ator Coadjuvante    | A Favorita              | Indicado  |
| 2010 | Prêmio Guarani de Cinema Brasileiro          | Melhor Ator Coadjuvante    | A Festa da Menina Morta | Venceu    |
| 2018 | Festival Internacional de Cinema de Lapa     | Melhor Ator Coadjuvante    | Coração de Cowboy       | Venceu    |
| 2018 | Los Angeles Brazilian Film Festival          | Melhor Ator Coadjuvante    | Coração de Cowboy       | Venceu    |
| 2020 | Festival Audiovisual Independente Brasileiro | Melhor Ator Principal      | Asfixia                 | Venceu    |
| 2020 | Festival Take Único                          | Melhor Ator                | Theo, Além da Liberdade | Venceu    |